# Heinrich Grüber
Heinrich Grüber (Stolberg, 24 giugno 1891 – Berlino Ovest, 29 novembre 1975) è stato un teologo, pastore luterano e anti-nazista tedesco.

## Biografia
Studiò teologia alle università di Bonn, Berlino e Utrecht, dopodiché intreprese l'attivita pastorale e diresse una casa di cura per bambini e adolescenti ritardati. Fin dall'inizio si oppose alle politiche naziste, e nel 1938 fondò il "Büro Grüber", un'organizzazione che si occupava di aiutare i cristiani di origine ebraica a sfuggire alle persecuzioni. Nel 1940 fu arrestato e deportato prima nel campo di concentramento di Sachsenhausen e in seguito in quello di Dachau.
Liberato nel 1943, nel dopoguerra fu nominato Decano della Marienkirche a Berlino e fondò l'associazione Evangelische Hilfsstelle für Ehemals Rassisch Verfolgte ("Società Evangelica per l'assistenza alle ex vittime di persecuzione razziale"). Nel 1949 fu nominato presidente della
Chiesa evangelica di Berlino Est, ruolo da cui si dimise nel 1958 in segno di protesta verso le politiche anti-cristiane adottate nella Repubblica Democratica Tedesca. Nel 1968 pubblicò l'autobiografia Erinnerungen aus Sieben Jahrzehnten ("I ricordi di sette decenni").